# Nationalliga A (2001/2002)
Nationalliga A (2001/2002) – 104. edycja najwyższej piłkarskiej klasy rozgrywkowej w  Szwajcarii. Rozpoczęły się 4 lipca 2001 roku, zakończyły się natomiast 8 maja 2002 roku. W rozgrywkach wzięło udział dwanaście drużyn. Mistrzowski tytuł wywalczyła drużyna FC Basel. Królami strzelców ligi zostali Richard Núñez z Grasshoppers Zurych i Christian Giménez z FC Basel, którzy zdobyli 28 goli.

## Drużyny
| Uczestnicy poprzedniej edycji                                                                                 | Uczestnicy poprzedniej edycji | Uczestnicy poprzedniej edycji | Uczestnicy poprzedniej edycji |
| --- | ----------------------------- | ----------------------------- | ----------------------------- |
| GRA | Grasshopper Club Zurych       | 1                             |                               |
| LUG | FC Lugano                     | 2                             |                               |
| GAL | FC Sankt Gallen               | 3                             |                               |
| BAS | FC Basel                      | 4                             |                               |
| SER | Servette FC                   | 5                             |                               |
| LAU | FC Lausanne-Sport             | 6                             |                               |
| SIO | FC Sion                       | 7                             |                               |
| ZUR | FC Zürich                     | 8                             |                               |
| NEU | Neuchâtel Xamax               | 9                             |                               |
| AAR | FC Aarau                      | 10                            |                               |
| LUZ | FC Luzern                     | 11                            |                               |
| Awans z Nationalligi B (2000/2001)                                                                            |                               |                               |                               |
| YBO | BSC Young Boys                | 1                             |                               |
| Oznaczenia: - kolumna pierwsza – skróty nazw drużyn, - kolumna trzecia – miejsce zajęte w poprzednim sezonie. |                               |                               |                               |

Po poprzednim sezonie spadł: Yverdon-Sport FC.

## Sezon zasadniczy

### Tabela
| Lp. | Drużyna                 | M  | Z  | R | P  | Bramki | Bramki | Różn. | Pkt | Uwagi              |
| --- | ----------------------- | -- | -- | - | -- | ------ | ------ | ----- | --- | ------------------ |
| 1   | FC Basel                | 22 | 13 | 4 | 5  | 52     | 37     | +15   | 43  | Grupa mistrzowska  |
| 2   | FC Lugano               | 22 | 11 | 5 | 6  | 39     | 33     | +6    | 38  | Grupa mistrzowska  |
| 3   | Grasshopper Club Zurych | 22 | 11 | 4 | 7  | 50     | 33     | +17   | 37  | Grupa mistrzowska  |
| 4   | FC Sankt Gallen         | 22 | 9  | 8 | 5  | 38     | 32     | +6    | 35  | Grupa mistrzowska  |
| 5   | Servette FC             | 22 | 9  | 7 | 6  | 36     | 29     | +7    | 34  | Grupa mistrzowska  |
| 6   | FC Sion                 | 22 | 10 | 3 | 9  | 40     | 29     | +11   | 33  | Grupa mistrzowska  |
| 7   | BSC Young Boys          | 22 | 8  | 7 | 7  | 35     | 28     | +7    | 31  | Grupa mistrzowska  |
| 8   | FC Zürich               | 22 | 7  | 9 | 6  | 24     | 27     | −3    | 30  | Grupa mistrzowska  |
| 9   | FC Aarau                | 22 | 7  | 6 | 9  | 28     | 25     | +3    | 27  | Grupa awans/spadek |
| 10  | Neuchâtel Xamax         | 22 | 6  | 7 | 9  | 28     | 36     | −8    | 25  | Grupa awans/spadek |
| 11  | FC Lausanne-Sport       | 22 | 4  | 4 | 14 | 24     | 49     | −25   | 16  | Grupa awans/spadek |
| 12  | FC Luzern               | 22 | 3  | 4 | 15 | 23     | 59     | −36   | 13  | Grupa awans/spadek |

## Grupa mistrzowska
| Lp. | Drużyna                 | M  | Z  | R | P  | Bramki | Bramki | Różn. | Pkt | Uwagi                                         |
| --- | ----------------------- | -- | -- | - | -- | ------ | ------ | ----- | --- | --------------------------------------------- |
| 1   | FC Basel                | 14 | 11 | 0 | 3  | 36     | 16     | +20   | 55  | Liga Mistrzów UEFA • III runda kwalifikacyjna |
| 2   | Grasshopper Club Zurych | 14 | 7  | 5 | 2  | 28     | 17     | +11   | 45  | Puchar UEFA • I runda                         |
| 3   | FC Lugano               | 14 | 7  | 2 | 5  | 23     | 29     | −6    | 42  | Puchar UEFA • Runda kwalifikacyjna            |
| 4   | Servette FC             | 14 | 6  | 3 | 5  | 25     | 23     | +2    | 38  | Puchar UEFA • Runda kwalifikacyjna            |
| 5   | FC Zürich               | 14 | 6  | 2 | 6  | 14     | 17     | −3    | 35  |                                               |
| 6   | FC Sankt Gallen         | 14 | 4  | 4 | 6  | 18     | 20     | −2    | 34  |                                               |
| 7   | BSC Young Boys          | 14 | 4  | 3 | 7  | 18     | 25     | −7    | 31  |                                               |
| 8   | FC Sion                 | 14 | 1  | 1 | 12 | 10     | 35     | −25   | 21  |                                               |

## Grupa awans/spadek
| Lp. | Drużyna           | M  | Z | R | P | Bramki | Bramki | Różn. | Pkt | Uwagi |
| --- | ----------------- | -- | - | - | - | ------ | ------ | ----- | --- | ----- |
| 1   | Neuchâtel Xamax   | 14 | 8 | 4 | 2 | 26     | 12     | +14   | 28  |       |
| 2   | FC Lausanne-Sport | 14 | 8 | 2 | 4 | 21     | 14     | +7    | 26  |       |
| 3   | FC Wil            | 14 | 6 | 5 | 3 | 17     | 13     | +4    | 23  |       |
| 4   | FC Thun           | 14 | 6 | 3 | 5 | 19     | 18     | +1    | 21  |       |
| 5   | FC Aarau          | 14 | 6 | 3 | 5 | 20     | 20     | 0     | 21  |       |
| 6   | SR Delémont       | 14 | 4 | 4 | 6 | 14     | 20     | −6    | 16  |       |
| 7   | FC Luzern         | 14 | 2 | 5 | 7 | 26     | 28     | −2    | 11  |       |
| 8   | FC Winterthur     | 14 | 1 | 4 | 9 | 11     | 29     | −18   | 7   |       |

## Najlepsi strzelcy
28 bramek
- Richard Nuñez (Grasshopper Club Zurych)
- Christian Giménez (FC Basel)

21 bramek
- Julio Hernán Rossi (FC Lugano)

17 bramek
- Alexander Frei (Servette FC)
- Julien Poueys (FC Sion)

14 bramek
- Hakan Yakın (FC Basel)

13 bramek
- Alexander Tachie-Mensah (Neuchâtel Xamax)

12 bramek
- Micheil Kawelaszwili (FC Zürich)